# Jared Borgetti
Jared Borgetti (* 14. srpna 1973) je bývalý mexický fotbalový útočník, naposledy hrající za mexický klub Club León FC. Zúčastnil se fotbalového MS 2002 a 2006, Konfederačního poháru FIFA 2001 a 2005, Gold Cupu 2003 a 2007 a Copa América 2001 a 2004. Se 46 góly je nejlepším střelcem mexické reprezentace.